# Péninsule de Saganoseki
La péninsule de Saganoseki (佐賀関半島, Saganoseki-hantō) est une péninsule située au nord-est de l'île de Kyūshū, au Japon.

## Géographie

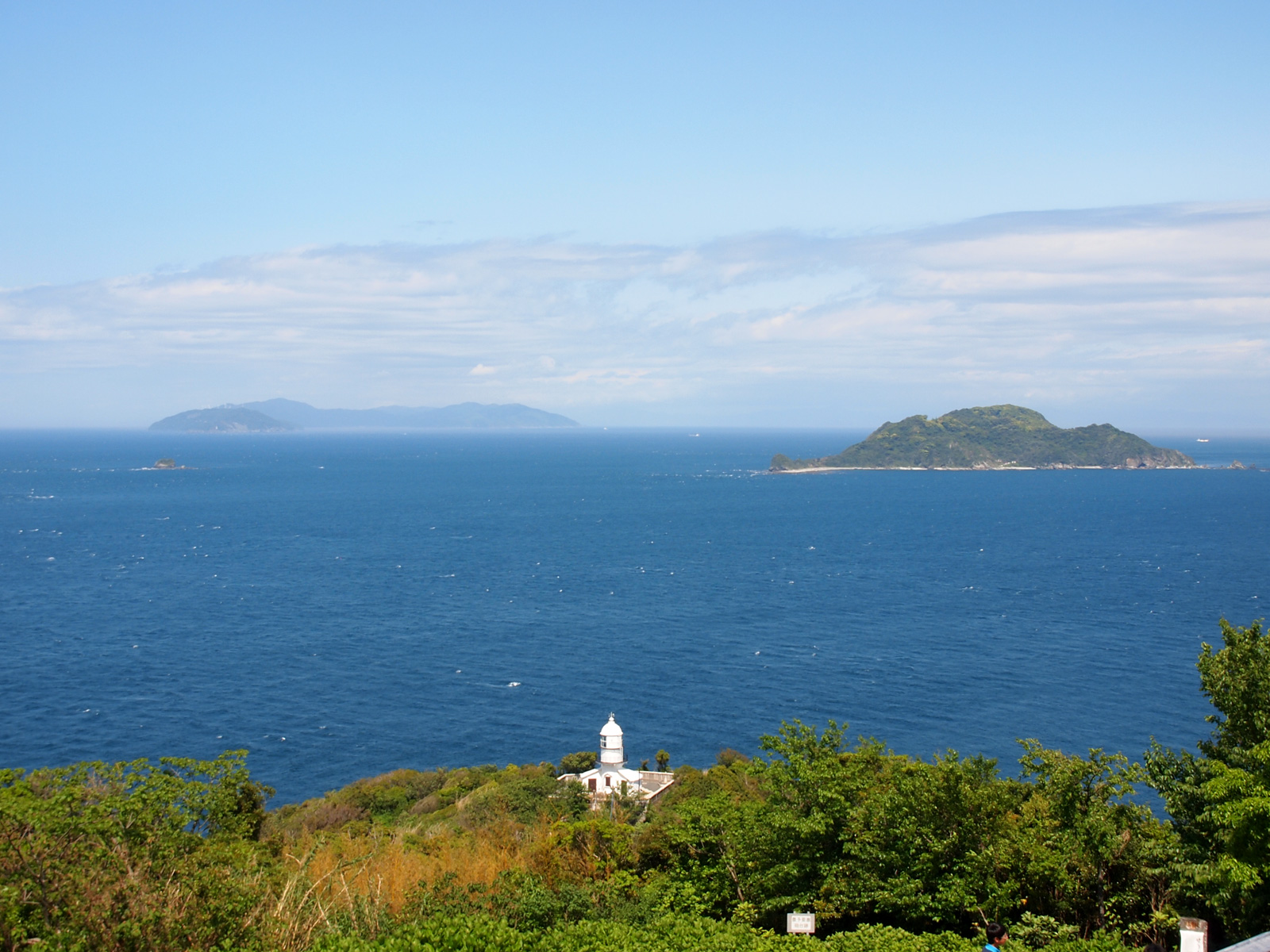
Le phare de Sekizaki à l'extrêmité de la péninsule de Saganoseki.

La péninsule de Saganoseki est située au niveau de la ville d'Ōita. Elle est bordée au nord par la baie de Beppu dans la mer intérieure de Seto et au sud par la baie d'Usuki dans océan Pacifique. L’extrémité de la péninsule de Sadamisaki appartenant l'île de Shikoku se trouve à environ à 14 km vers le nord-est, de l'autre côté du détroit de Hōyo.